# Blue Mountain (Alabama)
Blue Mountain é uma cidade  localizada no estado americano de Alabama, no Condado de Calhoun.

## Demografia
Segundo o censo americano de 2000, a sua população era de 233 habitantes.

## Geografia
De acordo com o United States Census Bureau, a localidade tem uma área de 0,2 km², sem área coberta por água.

## Localidades na vizinhança
O diagrama seguinte representa as localidades num raio de 16 km ao redor de Blue Mountain. 